# Neotanygastrella antillea
Neotanygastrella antillea är en tvåvingeart som beskrevs av Wheeler 1957. Neotanygastrella antillea ingår i släktet Neotanygastrella och familjen daggflugor.
Artens utbredningsområde är Jamaica. Inga underarter finns listade i Catalogue of Life.